# Requiem (альбом Bathory)
Requiem — седьмой студийный альбом шведской группы Bathory. В отличие от двух предшествующих альбомов, здесь лидер группы Куортон вернулся к стилю трэш-метал.

## Отзывы критиков
Альбом получил неоднозначные отзывы от музыкальных критиков. Эдуардо Ривадавия из AllMusic пишет, что этот альбом был первым признаком того, что Куортон столкнулся с творческим кризисом. По его мнению, даже несмотря на то, что Requiem выиграл от улучшенного качества звука, в данном случае конечный результат «на удивление уступает грубым жемчужинам их прошлого». По его словам, Requiem оказался где-то между двумя крайностями, тем самым не оправдав ожиданий большинства фанатов Bathory.

## Список композиций
| №                   | Название              | Длительность |
| ------------------- | --------------------- | ------------ |
| 1.                  | «Requiem»             | 5:00         |
| 2.                  | «Crosstitution»       | 3:16         |
| 3.                  | «Necroticus»          | 3:19         |
| 4.                  | «War Machine»         | 3:18         |
| 5.                  | «Blood and Soil»      | 3:34         |
| 6.                  | «Pax Vobiscum»        | 4:13         |
| 7.                  | «Suffocate»           | 3:36         |
| 8.                  | «Distinguish to Kill» | 3:16         |
| 9.                  | «Apocalypse»          | 3:49         |
| Общая длительность: | Общая длительность:   | 33:21        |

## Участники записи
- Quorthon — гитара, вокал
- Kothaar — бас-гитара
- Vvornth — ударные